# Eliza Piotrowska
Eliza Piotrowska (Wyrzysk, 1976) é autora de prosa e de rimas, ilustradora, possui mais de 50 livros publicados, tradutora do italiano para o polonês e crítica de arte. É diplomada em História da Arte na Universidade de Adam Mickiewicz a Poznań e também na Universidade La Sapienza de Roma.

## Biografia
Entre os anos 2001 e 2003 foi assistente no Museu Nacional de Poznań, onde junto com Paulina Broniewska criou a Academia Museológica para Crianças, com a qual ganhou do Ministério da Cultura Polonês, no concurso “Sybilla”, o prêmio de Melhor Evento Museológico do Ano. Autora de textos sobre a arte moderna contemporânea em várias línguas. Entre os anos  2002 e 2011 morou na Itália. Desde 2011 vive no Brasil.
No final dos anos 1980, ainda adolescente, foi notada e guiada pela famosa poetisa polonesa Danuta Wawiłow, graças à qual seus textos foram publicados nas mais importantes revistas para crianças e fazem parte de antologias de poetas jovens. Nos anos 1990, torna-se membro do clube dos jovens artistas, escolhidos e reunidos por Danuta Wawiłow. Colabora com as mais importantes revistas para crianças e adultos. Vence muitos prêmios em concursos de literatura, artes plásticas e de iniciativas educativas.

## Obras

### Mais relevantes
- Ciocia Jadzia, Wydawnictwo Media Rodzina.[2]
- Święci Uśmiechnięci, Wydawnictwo Święty Wojciech
- Franek, Hela, Bobas..., Wydawnictwo Diecezjalne.[1]
- Livros guias turísticos (Varsóvia, Roma, Wrocław, Poznań)
- Lendas de Poznań, Wydawnictwo Miejskie Posnania.[2]
- Fábulas verdes, Biobooks

### Livros traduzidos em outras línguas
- Franta, Helča, Mrňous a trojský kůň, Albatros, Praga 2009 (pol. Franek, Hela, Bobas i koń trojański. Interaktywna seria wielce kryminalna)
- Ein Heiliger für die Kinder, Der Heilige Don Bosco, Monaco 2013 (pol. Święci Uśmiechnięci. Jan Bosko)

### Traduções da autora
- série: Tupcio Chrupcio

## Prêmios
- 1992 – concurso poético nacional da televisão polonesa
- 1993 – concurso literário nacional da revista para crianças "Filipinka”
- 1993 – concurso literário nacional de Agnieszka Bartol
- 2002 – concurso ministerial para o Melhor Evento Musolológico do Ano “Sybilla”
- 2007 – VI concurso Literário de Czesław Janczarski
- 2007 – concurso poético nacional "Solidão Infantil”
- 2008 – Tour Salon 2008 (livro: Jadę tramwajem i Poznań poznaję)
- 2011 – Concurso da Seção IBBY polanesa Mały Dong (livro: Żółte kółka)
- 2011 – concurso da Sociedade dos Editores Poloneses “Os mais belos livros do ano” (livro: Paproch).
- 2013 – concurso para os melhores livros de turismo 2012 (livro: Wrocław. Zwiedzaj z nami, krasnalami!)
- 2013 – concurso da Biblioteca Nacional de Varsóvia
- 2018 - Prêmio Fita Amarela (livro: Wojtek, Żołnierz bez munduru).[3]
- 2023 - Człowieka kultury (O Homem da Cultura).[4]

## Nomeações
- 2006 – concurso da Sociedade dos Editores Poloneses “Os mais belos livros do ano” (livro: Książeczka-wycieczka)
- 2007 – concurso da Sociedade dos Editores Poloneses “Os mais belos livros do ano” (livro: Ortografia, czyli heca, którą wszystkim się zaleca!)
- 2009 – Concurso para o Best Seller Infantil do ano de 2008 (livro: Franek, Hela, Bobas i koń trojański)
- 2010 – concurso nacional Literário de Kornel Makuszyński